# Gadna
Gadna este un sat în districtul Szikszó, județul Borsod-Abaúj-Zemplén, Ungaria, având o populație de 287 de locuitori (2011). 

## Demografie
Componența etnică a satului Gadna
     Maghiari (79,63%)
     Romi (20,37%)
Componența confesională a satului Gadna
     Greco-catolici (79,79%)
     Romano-catolici (8,36%)
     Reformați (1,05%)
     Necunoscută (10,8%)
Conform recensământului din 2011, satul Gadna avea 287 de locuitori. Din punct de vedere etnic, majoritatea locuitorilor (79,63%) erau maghiari, cu o minoritate de romi (20,37%).  Din punct de vedere confesional, majoritatea locuitorilor (79,79%) erau greco-catolici, existând și minorități de romano-catolici (8,36%) și reformați (1,05%). Pentru 10,8% din locuitori nu este cunoscută apartenența confesională.